# Selección de fútbol de Irlanda del Norte
La selección de fútbol de Irlanda del Norte es el equipo representativo de dicho país en las competiciones oficiales. Su organización está a cargo de la Asociación Irlandesa de Fútbol, perteneciente a la UEFA. Es la sucesora de la extinta selección de fútbol de la Isla de Irlanda, que rigió desde 1882 hasta 1950.
La selección de Irlanda del Norte es una de las cuatro selecciones que componen al Reino Unido, junto a las selecciones nacionales de fútbol de Escocia, Gales e Inglaterra.
Esta selección es una de las más antiguas del mundo al disputar su primer partido en 1882. Inicialmente, esta selección representó a toda la isla de Irlanda bajo el nombre «Irlanda», pero en 1920, la isla fue dividida entre el Estado Libre de Irlanda e Irlanda del Norte, que se mantuvo como territorio británico. Tras la separación de ambos estados, el Estado Libre creó su propio seleccionado que también denominó como «Irlanda», mientras que el antiguo seleccionado solo representó oficialmente al territorio del Norte. Ambas selecciones usaron la misma denominación y convocaron a jugadores de ambos territorios. La disputa se solucionaría en 1954, cuando la FIFA decidió que ambos equipos fueran denominados oficialmente como «Irlanda del Norte» y «República de Irlanda». A pesar de ello, en la actualidad el equipo de la República es usualmente denominado en español como «selección de fútbol de Irlanda».
Ha participado en tres Copas Mundiales, llegando a los cuartos de final de Suecia 1958. También participó en la Eurocopa 2016, por primera en su historia en donde quedó eliminada en los octavos de final por Gales.

## Historia

### Inicios y problemas con Irlanda
El 18 de febrero de 1882, 15 meses después de la fundación de la Asociación de Fútbol de Irlanda, esta hizo su debut internacional contra Inglaterra, perdiendo 13-0 en un amistoso jugado en el Estadio de Bloomfield en Belfast. El 25 de febrero de 1882, Irlanda jugó su segundo partido internacional, esta vez contra Gales en el Racecourse Ground, Wrexham, Johnston el primer gol de Irlanda.

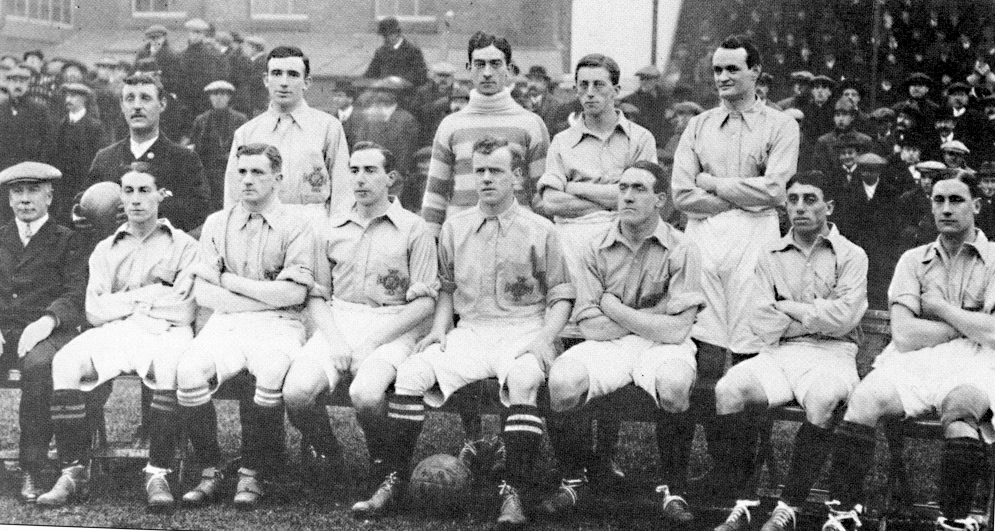
Irlanda del Norte en 1914.

En 1884, Irlanda compitió en la British Home Championship, donde perdió los tres juegos. Irlanda no ganó su primer partido hasta el 19 de febrero de 1887, en una victoria por 4-1 sobre Gales en Belfast. Entre su debut y este juego, tuvieron una racha de 14 derrotas y 1 empate, la racha más larga de derrotas en el siglo XIX. El 3 de marzo de 1888, perdieron 11-0 ante Gales y tres semanas más tarde, el 24 de marzo, perdieron 10-2 ante Escocia. Se produjeron más derrotas como el 15 de marzo de 1890 cuando perdieron 9-1 ante Inglaterra, el 18 de febrero de 1899 cuando perdieron 13-2 de nuevo ante Inglaterra y el 2 de febrero de 1901 cuando perdieron 11-0 ante Escocia.
En 1920, Irlanda se dividió en Irlanda del Norte e Irlanda del Sur. En 1922, Irlanda del Sur obtuvo la independencia como Estado Libre de Irlanda, para luego convertirse en una república con el nombre de Irlanda.
Entre 1928 y 1946, la IFA no estuvo afiliada a la FIFA y los dos equipos de Irlanda coexistieron. Sin embargo, el 8 de marzo de 1950, en un empate 0-0 con Gales en el Racecourse Ground en eliminatoria para la Copa del Mundo, la IFA alineó a un equipo que incluía a cuatro jugadores nacidos en el Estado Libre de Irlanda. Los cuatro jugadores habían jugado previamente para la FAI en sus eliminatorias y, como resultado, habían jugado para dos asociaciones diferentes en el mismo torneo de la Copa del Mundo.
Después de las quejas de la FAI, la FIFA intervino y restringió la elegibilidad de los jugadores. En 1953, la FIFA dictaminó que ningún equipo podía denominarse Irlanda, decretando que el equipo de la FAI fuera designado oficialmente como República de Irlanda, mientras que el equipo de la IFA se convertiría en Irlanda del Norte.

### British Home Championship
Hasta la década de 1950, la competencia más importante para Irlanda del Norte/Irlanda era la British Home Championship. Llevándose el título en tres ocasiones (1913-14, 1979-80 y 1983-84). Fueron los últimos ganadores de la competencia , por lo tanto todavía son los campeones británicos y por ende el trofeo sigue siendo propiedad de la Federación Irlandesa.

### Primera Copa del Mundo: Suecia 1958

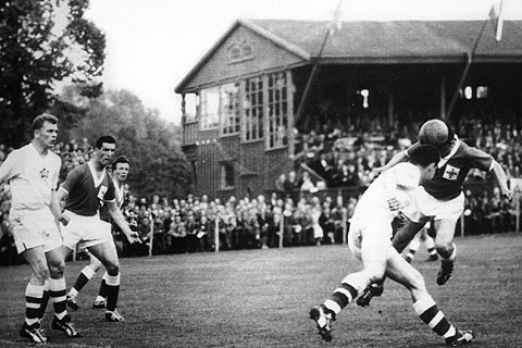
Irlanda del Norte jugando en su debut ante Checoslovaquia en la Copa Mundial de Fútbol de 1958.

Irlanda del Norte, se clasificó a su primera Copa Mundial celebrada en Suecia; donde eliminó a la campeona del mundo en dos ocasiones (1934 y 1938), Italia y a Portugal.
Irlanda del Norte fue agrupada en el Grupo 1, junto a Alemania Federal, Argentina y Checoslovaquia. Haría su debut con una victoria por la mínima, convirtiendo Wilbur Cush el primer gol de Irlanda en un Mundial, en el siguiente partidos perderían ante Argentina por 3-1, los norirlandeses se adelantarían con un gol temprano de Peter McParland al minuto 3', sin embargo los sudamericano remontarían con goles de Corbatta, Menéndez y Avio.
En su último partido se enfrentaron a Alemania, donde nuevamente McParland fue la estrella del equipo adelantando a su selección al 17', sin embargo Rahn marco 3 minutos después aunque nuevamente McParland marco el 1-2 y Seeler puso 2-2 definitivo. Irlanda del Norte y Checoslovaquia quedaron empatados ambos con 3 puntos, en esos tiempos no se tomaba en cuenta la diferencia de gol así que se jugó un partido de desempate; donde Irlanda del Norte se impuso por 2-1 nuevamente con doblete de McParland. Avanzaron a los cuartos de final donde serían goleados y eliminados por Francia 4-0.

### Generación Dorada (1980-1986)
Irlanda del Norte participó en la etapa de clasificación para la Eurocopa 1980, fueron agrupados en el Grupo 1 junto a Inglaterra, Irlanda, Bulgaria y Dinamarca; debutaron ante Irlanda en un empate 0-0, terminaron segundos detrás de Inglaterra con 9 puntos.  Participaron en la clasificación para la Copa del Mundo del 1982, debutaron en un empate 0-0 ante Israel, consiguieron su primera victoria por 3-0 ante Suecia, tendría su primera derrota ante Portugal, luego de eso seguiría un empate ante Escocia por 1-1, una derrota por 1-0 ante Suecia, otro empate ante Escocia y una victoria sobre Israel; lo que clasificaría a Irlanda del Norte al segundo mundial de su historia
Hizo su debut ante Yugoslavia en el Estadio La Romareda de Zaragoza. También fue el debut de un joven Norman Whiteside, de 17 años, quien se convirtió en el jugador más joven en la historia en debutar en una Copa del Mundo, un récord que aún se mantiene. El partido terminó sin goles. Cinco días después, empataron 1-1 con Honduras, lo que fue una decepción, ya que muchos creían que había condenado las posibilidades de Irlanda del Norte de avanzar en la competencia. Necesitaban una victoria contra la anfitriona España en el tercer y último partido de la fase de grupos en el Estadio Mestalla de Valencia. Se enfrentaron ante una multitud en su mayoría española y un árbitro de habla hispana, Héctor Ortiz, que no estaba dispuesto a castigar el juego sucio de los jugadores españoles. Sin embargo, un error del portero español Luis Arconada le dio a Gerry Armstrong el único gol del partido y, a pesar de que Mal Donaghy fue expulsado en el minuto 60, Irlanda del Norte logró una histórica victoria por 1-0 y encabezó su grupo.
Un empate 2-2 con Austria en el Estadio Vicente Calderón significaba que una victoria contra Francia los llevaría a las semifinales, sin embargo, un equipo francés inspirado en Michel Platini ganó 4-1 y eliminó a Irlanda del Norte de la competencia.
En el Mundial de 1986 fueron eliminados en primera fase. Billy Bingham, miembro del equipo de 1958, fue el entrenador en ambos torneos. Desde entonces no se han clasificado para ninguna otra Copa del Mundo.

### Reciente historia
Lawrie Sánchez fue nombrado nuevo entrenador en enero de 2004 después de una racha de diez partidos sin marcar con el entrenador anterior Sammy McIlroy, que fue un récord europeo para cualquier selección nacional hasta que San Marino superó los 20 partidos sin marcar entre octubre de 2008 y agosto de 2012. Esa racha terminó después de su primer juego en el cargo, una derrota por 1-4 ante Noruega en un amistoso en febrero de 2004. La racha de 16 juegos sin ganar terminó después de su segundo juego, una victoria por 1-0 en un amistoso sobre Estonia, con un gran lado experimental, en marzo de 2004.
El 7 de septiembre de 2005, Irlanda del Norte venció a Inglaterra 1-0 en un partido de clasificación para la Copa del Mundo de 2006 en Windsor Park. David Healy anotó el gol de la victoria en el minuto 73. Casi un año después, el 6 de septiembre de 2006, Irlanda del Norte derrotó a España por 3-2 en un partido de clasificación para la Eurocopa 2008, con Healy anotando un triplete. En junio de 2007, Nigel Worthington fue nombrado entrenador en reemplazo de Lawrie Sánchez, quien asumió el cargo en el Fulham. Inicialmente, Worthington se hizo cargo hasta el final de las eliminatorias de la Eurocopa 2008, pero luego se le otorgó un contrato hasta el final de las eliminatorias de la Eurocopa 2012. Michael O'Neill se convirtió en entrenador en febrero de 2012 después de que Worthington renunciara en octubre de 2011 después de una mala campaña de clasificación para la Eurocopa 2012.
Irlanda del Norte se clasificó para su primera Eurocopa, la Eurocopa 2016 en Francia, después de vencer a Grecia por 3-1 en Windsor Park el 8 de octubre de 2015. En el torneo, Irlanda del Norte fue derrotada por Polonia por 1-0 el 20 de junio de 2016, seguida de una victoria por 2-0 contra Ucrania el 16 de junio de 2016 y finalmente una derrota por 1-0 contra Alemania en la fase de grupos. Eso fue suficiente para clasificarse para los octavos de final, donde perdieron 1-0 ante Gales debido a un desafortunado gol en propia meta de Gareth McAuley.

## Últimos partidos y próximos encuentros
Actualizado al último partido jugado el 25 de marzo de 2025
| Fecha      | Ciudad       | Local             | Resultado | Visitante         | Competición                     |
| ---------- | ------------ | ----------------- | --------- | ----------------- | ------------------------------- |
| 11-06-2024 | Murcia       | Andorra           | 0:2 (0:2) | Irlanda del Norte | Partido amistoso                |
| 05-09-2024 | Belfast      | Irlanda del Norte | 2:0 (2:0) | Luxemburgo        | Liga de Naciones UEFA 24/25     |
| 08-09-2024 | Plovdiv      | Bulgaria          | 1:0 (1:0) | Irlanda del Norte | Liga de Naciones UEFA 24/25     |
| 12-10-2024 | Zalaegerszeg | Bielorrusia       | 0:0       | Irlanda del Norte | Liga de Naciones UEFA 24/25     |
| 15-10-2024 | Belfast      | Irlanda del Norte | 5:0 (3:0) | Bulgaria          | Liga de Naciones UEFA 24/25     |
| 15-11-2024 | Belfast      | Irlanda del Norte | 2:0 (0:0) | Bielorrusia       | Liga de Naciones UEFA 24/25     |
| 18-11-2024 | Luxemburgo   | Luxemburgo        | 2:2 (0:1) | Irlanda del Norte | Liga de Naciones UEFA 24/25     |
| 21-03-2025 | Belfast      | Irlanda del Norte | 1:1 (1:1) | Suiza             | Partido amistoso                |
| 25-03-2025 | Solna        | Suecia            | 5:1 (2:0) | Irlanda del Norte | Partido amistoso                |
| 07-06-2025 | Copenhague   | Dinamarca         | -:-       | Irlanda del Norte | Partido amistoso                |
| 10-06-2025 | Belfast      | Irlanda del Norte | -:-       | Islandia          | Partido amistoso                |
| 04-09-2025 | Gasperich    | Luxemburgo        | -:-       | Irlanda del Norte | Clasificación Copa Mundial 2026 |
| 07-09-2025 | TBD          | Alemania          | -:-       | Irlanda del Norte | Clasificación Copa Mundial 2026 |

## Estadísticas

### Copa Mundial de Fútbol
| Copa Mundial de Fútbol | Copa Mundial de Fútbol | Copa Mundial de Fútbol | Copa Mundial de Fútbol | Copa Mundial de Fútbol | Copa Mundial de Fútbol | Copa Mundial de Fútbol | Copa Mundial de Fútbol |
| Año                    | Ronda                  | J                      | G                      | E                      | P                      | GF                     | GC                     |
| Como Isla de Irlanda   | Como Isla de Irlanda   | Como Isla de Irlanda   | Como Isla de Irlanda   | Como Isla de Irlanda   | Como Isla de Irlanda   | Como Isla de Irlanda   | Como Isla de Irlanda   |
| ---------------------- | ---------------------- | ---------------------- | ---------------------- | ---------------------- | ---------------------- | ---------------------- | ---------------------- |
| 1930                   | No participó           | No participó           | No participó           | No participó           | No participó           | No participó           | No participó           |
| 1934                   | No participó           | No participó           | No participó           | No participó           | No participó           | No participó           | No participó           |
| 1938                   | No participó           | No participó           | No participó           | No participó           | No participó           | No participó           | No participó           |
| 1950                   | No clasificó           | No clasificó           | No clasificó           | No clasificó           | No clasificó           | No clasificó           | No clasificó           |
| Como Irlanda del Norte |                        |                        |                        |                        |                        |                        |                        |
| 1954                   | No clasificó           | No clasificó           | No clasificó           | No clasificó           | No clasificó           | No clasificó           | No clasificó           |
| 1958                   | Cuartos de final       | 5                      | 2                      | 1                      | 2                      | 6                      | 10                     |
| 1962                   | No clasificó           | No clasificó           | No clasificó           | No clasificó           | No clasificó           | No clasificó           | No clasificó           |
| 1966                   | No clasificó           | No clasificó           | No clasificó           | No clasificó           | No clasificó           | No clasificó           | No clasificó           |
| 1970                   | No clasificó           | No clasificó           | No clasificó           | No clasificó           | No clasificó           | No clasificó           | No clasificó           |
| 1974                   | No clasificó           | No clasificó           | No clasificó           | No clasificó           | No clasificó           | No clasificó           | No clasificó           |
| 1978                   | No clasificó           | No clasificó           | No clasificó           | No clasificó           | No clasificó           | No clasificó           | No clasificó           |
| 1982                   | Segunda ronda          | 5                      | 1                      | 3                      | 1                      | 5                      | 7                      |
| 1986                   | Fase de grupos         | 3                      | 0                      | 1                      | 2                      | 2                      | 6                      |
| 1990                   | No clasificó           | No clasificó           | No clasificó           | No clasificó           | No clasificó           | No clasificó           | No clasificó           |
| 1994                   | No clasificó           | No clasificó           | No clasificó           | No clasificó           | No clasificó           | No clasificó           | No clasificó           |
| 1998                   | No clasificó           | No clasificó           | No clasificó           | No clasificó           | No clasificó           | No clasificó           | No clasificó           |
| 2002                   | No clasificó           | No clasificó           | No clasificó           | No clasificó           | No clasificó           | No clasificó           | No clasificó           |
| 2006                   | No clasificó           | No clasificó           | No clasificó           | No clasificó           | No clasificó           | No clasificó           | No clasificó           |
| 2010                   | No clasificó           | No clasificó           | No clasificó           | No clasificó           | No clasificó           | No clasificó           | No clasificó           |
| 2014                   | No clasificó           | No clasificó           | No clasificó           | No clasificó           | No clasificó           | No clasificó           | No clasificó           |
| 2018                   | No clasificó           | No clasificó           | No clasificó           | No clasificó           | No clasificó           | No clasificó           | No clasificó           |
| 2022                   | No clasificó           | No clasificó           | No clasificó           | No clasificó           | No clasificó           | No clasificó           | No clasificó           |
| 2026                   | Por disputarse         | Por disputarse         | Por disputarse         | Por disputarse         | Por disputarse         | Por disputarse         | Por disputarse         |
| 2030                   | Por disputarse         | Por disputarse         | Por disputarse         | Por disputarse         | Por disputarse         | Por disputarse         | Por disputarse         |
| 2034                   | Por disputarse         | Por disputarse         | Por disputarse         | Por disputarse         | Por disputarse         | Por disputarse         | Por disputarse         |
| Total                  | 3/22                   | 13                     | 3                      | 5                      | 5                      | 13                     | 23                     |

### Eurocopa
| 1960  | No participó     | No participó   | No participó   | No participó   | No participó   | No participó   | No participó   |                |                |                |
| 1964  | No clasificó     | No clasificó   | No clasificó   | No clasificó   | No clasificó   | No clasificó   | No clasificó   |                |                |                |
| 1968  | No clasificó     | No clasificó   | No clasificó   | No clasificó   | No clasificó   | No clasificó   | No clasificó   |                |                |                |
| 1972  | No clasificó     | No clasificó   | No clasificó   | No clasificó   | No clasificó   | No clasificó   | No clasificó   |                |                |                |
| 1976  | No clasificó     | No clasificó   | No clasificó   | No clasificó   | No clasificó   | No clasificó   | No clasificó   |                |                |                |
| 1980  | No clasificó     | No clasificó   | No clasificó   | No clasificó   | No clasificó   | No clasificó   | No clasificó   |                |                |                |
| 1988  | No clasificó     | No clasificó   | No clasificó   | No clasificó   | No clasificó   | No clasificó   | No clasificó   |                |                |                |
| 1984  | No clasificó     | No clasificó   | No clasificó   | No clasificó   | No clasificó   | No clasificó   | No clasificó   |                |                |                |
| 1992  | No clasificó     | No clasificó   | No clasificó   | No clasificó   | No clasificó   | No clasificó   | No clasificó   |                |                |                |
| 1996  | No clasificó     | No clasificó   | No clasificó   | No clasificó   | No clasificó   | No clasificó   | No clasificó   |                |                |                |
| 2000  | No clasificó     | No clasificó   | No clasificó   | No clasificó   | No clasificó   | No clasificó   | No clasificó   |                |                |                |
| 2004  | No clasificó     | No clasificó   | No clasificó   | No clasificó   | No clasificó   | No clasificó   | No clasificó   |                |                |                |
| 2008  | No clasificó     | No clasificó   | No clasificó   | No clasificó   | No clasificó   | No clasificó   | No clasificó   |                |                |                |
| 2012  | No clasificó     | No clasificó   | No clasificó   | No clasificó   | No clasificó   | No clasificó   | No clasificó   |                |                |                |
| 2016  | Octavos de final | 4              | 1              | 0              | 3              | 2              | 3              |                |                |                |
| 2020  | No clasificó     | No clasificó   | No clasificó   | No clasificó   | No clasificó   | No clasificó   | No clasificó   |                |                |                |
| 2024  | No clasificó     | No clasificó   | No clasificó   | No clasificó   | No clasificó   | No clasificó   | No clasificó   |                |                |                |
| 2028  | Por disputarse   | Por disputarse | Por disputarse | Por disputarse | Por disputarse | Por disputarse | Por disputarse | Por disputarse | Por disputarse | Por disputarse |
| 2032  | Por disputarse   | Por disputarse | Por disputarse | Por disputarse | Por disputarse | Por disputarse | Por disputarse | Por disputarse | Por disputarse | Por disputarse |
| Total | 1/17             | 4              | 1              | 0              | 3              | 2              | 3              |                |                |                |

### Liga de Naciones de la UEFA
| Liga de Naciones de la UEFA | Liga de Naciones de la UEFA | Liga de Naciones de la UEFA | Liga de Naciones de la UEFA | Liga de Naciones de la UEFA | Liga de Naciones de la UEFA | Liga de Naciones de la UEFA | Liga de Naciones de la UEFA | Liga de Naciones de la UEFA | Liga de Naciones de la UEFA |
| Año                         | L                           | G                           | Ronda                       | J                           | G                           | E                           | P                           | GF                          | GC                          |
| --------------------------- | --------------------------- | --------------------------- | --------------------------- | --------------------------- | --------------------------- | --------------------------- | --------------------------- | --------------------------- | --------------------------- |
| 2018-19                     | B                           | 3                           | Tercer lugar                | 4                           | 0                           | 0                           | 4                           | 2                           | 7                           |
| 2020-21                     | B                           | 1                           | Cuarto lugar                | 6                           | 0                           | 2                           | 4                           | 4                           | 11                          |
| 2022-23                     | C                           | 2                           | Tercer lugar                | 6                           | 1                           | 2                           | 3                           | 7                           | 10                          |
| Total                       | Total                       | Total                       | 3/3                         | 16                          | 1                           | 4                           | 11                          | 13                          | 28                          |

## Uniforme
| 1922 | (Ver Evolución) | 2020 |  |

## Jugadores

### Última convocatoria
Los siguientes jugadores fueron convocados para los partidos amistosos ante Suiza y Suecia de marzo de 2025.
| No. | Pos. | Jugador           | Fecha de nacimiento (edad)         | Apa. | Goles | Club                 |
| --- | ---- | ----------------- | ---------------------------------- | ---- | ----- | -------------------- |
| 1   | POR  | Conor Hazard      | 5 de marzo de 1998 (27 años)       | 8    | 0     | Plymouth Argyle      |
| 12  | POR  | Luke Southwood    | 6 de diciembre de 1997 (27 años)   | 1    | 0     | Bolton Wanderers     |
| 23  | POR  | Pierce Charles    | 21 de julio de 2005 (19 años)      | 6    | 0     | Sheffield Wednesday  |
|     |      |                   |                                    |      |       |                      |
| 2   | DEF  | Terry Devlin      | 6 de noviembre de 2003 (21 años)   | 2    | 0     | Portsmouth           |
| 3   | DEF  | Ruairi McConville | 1 de mayo de 2005 (20 años)        | 3    | 0     | Norwich City         |
| 4   | DEF  | Aaron Donnelly    | 8 de junio de 2003 (22 años)       | 1    | 0     | Dundee FC            |
| 5   | DEF  | Trai Hume         | 18 de marzo de 2002 (23 años)      | 20   | 0     | Sunderland           |
| 17  | DEF  | Paddy McNair      | 27 de abril de 1995 (30 años)      | 75   | 7     | San Diego FC         |
| 20  | DEF  | Brodie Spencer    | 6 de mayo de 2004 (21 años)        | 15   | 0     | Huddersfield Town    |
| 22  | DEF  | Ciaron Brown      | 14 de enero de 1998 (27 años)      | 25   | 0     | Oxford United        |
| 25  | DEF  | Kofi Balmer       | 19 de septiembre de 2000 (24 años) | 0    | 0     | Motherwell           |
|     |      |                   |                                    |      |       |                      |
| 6   | MED  | George Saville    | 1 de junio de 1993 (32 años)       | 58   | 0     | Millwall             |
| 7   | MED  | Ethan Galbraith   | 11 de mayo de 2001 (24 años)       | 5    | 0     | Leyton Orient        |
| 11  | MED  | Paul Smyth        | 10 de septiembre de 1997 (27 años) | 18   | 2     | Queens Park Rangers  |
| 13  | MED  | Brad Lyons        | 26 de mayo de 1997 (28 años)       | 4    | 0     | Kilmarnock           |
| 14  | MED  | Isaac Price       | 26 de septiembre de 2003 (21 años) | 20   | 8     | West Bromwich Albion |
| 15  | MED  | Jordan Thompson   | 3 de enero de 1997 (28 años)       | 39   | 0     | Stoke City           |
| 16  | MED  | Justin Devenny    | 11 de octubre de 2003 (21 años)    | 3    | 0     | Crystal Palace       |
| 19  | MED  | Shea Charles      | 5 de noviembre de 2003 (21 años)   | 25   | 0     | Sheffield Wednesday  |
| 24  | MED  | Ross McCausland   | 12 de mayo de 2003 (22 años)       | 5    | 0     | Rangers              |
|     |      |                   |                                    |      |       |                      |
| 8   | DEL  | Callum Marshall   | 28 de noviembre de 2004 (20 años)  | 9    | 0     | Huddersfield Town    |
| 9   | DEL  | Lee Bonis         | 3 de agosto de 1999 (25 años)      | 3    | 0     | ADO Den Haag         |
| 10  | DEL  | Jamie Donley      | 3 de enero de 2005 (20 años)       | 2    | 0     | Leyton Orient        |
| 18  | DEL  | Dale Taylor       | 12 de diciembre de 2003 (21 años)  | 9    | 0     | Wigan Athletic       |
| 21  | DEL  | Ronan Hale        | 8 de septiembre de 1998 (26 años)  | 0    | 0     | Ross County          |

### Mayores participaciones

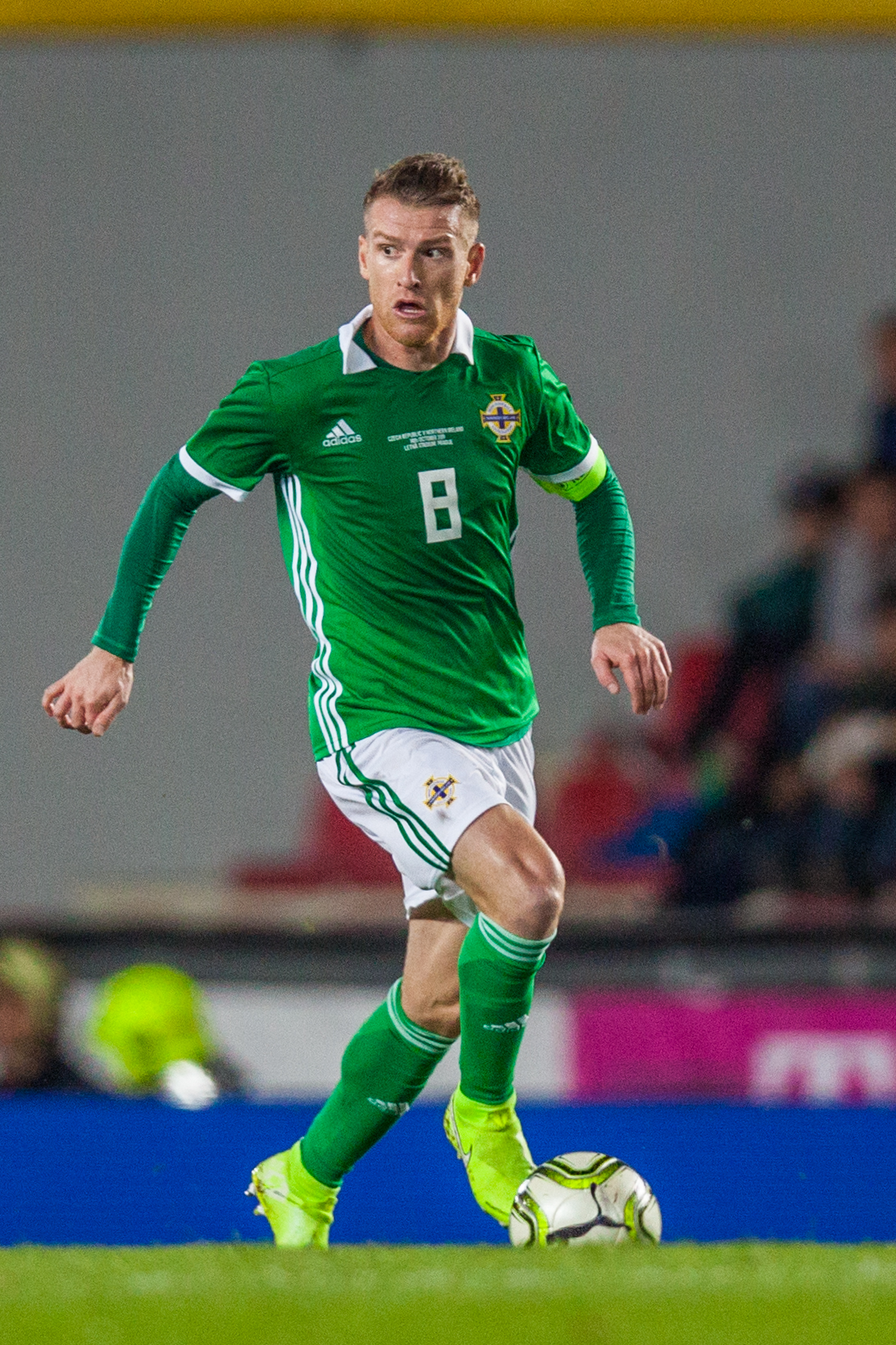
Steven Davis es el futbolista con más partidos de Irlanda del Norte.

- Actualizado al 12 de junio de 2022.

| #  | Jugador         | Periodo   | Partidos | Goles |
| -- | --------------- | --------- | -------- | ----- |
| 1  | Steven Davis    | 2005-Act. | 138      | 13    |
| 2  | Pat Jennings    | 1964-1986 | 119      | 0     |
| 3  | Aaron Hughes    | 1998-2018 | 112      | 1     |
| 4  | David Healy     | 2000-2013 | 95       | 36    |
| 5  | Jonny Evans     | 2006-Act. | 98       | 4     |
| 6  | Mal Donaghy     | 1980-1994 | 91       | 0     |
| 7  | Kyle Lafferty   | 2006-Act. | 89       | 20    |
| 8  | Sammy Mcllroy   | 1972-1987 | 88       | 5     |
| 8  | Maik Taylor     | 1999-2015 | 88       | 0     |
| 9  | Keith Gillespie | 1995-2008 | 86       | 2     |
| 10 | Chris Baird     | 2003-2016 | 79       | 0     |

### Máximos goleadores

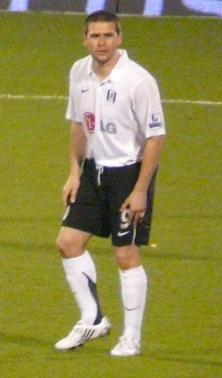
David Healy es el máximo goleador histórico de Irlanda del Norte con 36 goles.

- Actualizado al 12 de junio de 2022.

| #  | Jugador              | Periodo   | Goles | PJ. | Promedio |
| -- | -------------------- | --------- | ----- | --- | -------- |
| 1  | David Healy          | 2000-2013 | 36    | 95  | 0.38     |
| 2  | Kyle Lafferty        | 2006-Act. | 20    | 89  | 0.24     |
| 3  | Billy Gillespie      | 1913-1932 | 13    | 25  | 0.52     |
| 3  | Colin Clarke         | 1986–1993 | 13    | 38  | 0.34     |
| 3  | Steven Davis         | 2005-Act. | 13    | 138 | 0.09     |
| 4  | Joe Bambrick         | 1929-1938 | 12    | 11  | 1.09     |
| 4  | Gerry Armstrong      | 1977-1986 | 12    | 63  | 0.19     |
| 4  | Jimmy Quinn          | 1985-1996 | 12    | 46  | 0.26     |
| 4  | Iain Dowie           | 1990-2000 | 12    | 59  | 0.20     |
| 10 | Olphert M. Stanfield | 1887-1897 | 11    | 30  | 0.37     |

## Entrenadores
| Entrenador         | Carrera   | Partidos | Victorias | Empates | Derrotas | % victorias | % derrotas |
| ------------------ | --------- | -------- | --------- | ------- | -------- | ----------- | ---------- |
| Peter Doherty      | 1951–1962 | 56       | 11        | 15      | 30       | 19.64       | 53.57      |
| Bertie Peacock     | 1962–1967 | 22       | 9         | 3       | 10       | 40.91       | 45.45      |
| Billy Bingham      | 1967–1971 | 20       | 8         | 3       | 9        | 40.00       | 45.00      |
| Terry Neill        | 1971–1975 | 20       | 6         | 6       | 8        | 30.00       | 40.00      |
| Dave Clements      | 1975–1976 | 11       | 2         | 2       | 7        | 18.18       | 63.64      |
| Danny Blanchflower | 1976–1979 | 16       | 4         | 4       | 8        | 25.00       | 50.00      |
| Billy Bingham      | 1980–1994 | 118      | 40        | 34      | 44       | 33.90       | 37.29      |
| Bryan Hamilton     | 1994–1998 | 32       | 8         | 9       | 15       | 25.00       | 46.88      |
| Lawrie McMenemy    | 1998–1999 | 14       | 4         | 3       | 7        | 28.57       | 50.00      |
| Sammy McIlroy      | 2000–2003 | 31       | 4         | 10      | 17       | 12.90       | 54.84      |
| Lawrie Sánchez     | 2004–2007 | 32       | 11        | 10      | 11       | 34.38       | 34.38      |
| Nigel Worthington  | 2007–2011 | 41       | 9         | 10      | 22       | 21.95       | 53.66      |
| Michael O'Neill    | 2011-2019 | 72       | 26        | 18      | 28       | 36.11       | 38.89      |
| Ian Baraclough     | 2020-2022 | 28       | 6         | 8       | 14       | 21.43       | 50.00      |
| Michael O'Neill    | 2022-Act. | 2        | 1         | 0       | 1        | 50.00       | 50.00      |

### Cuerpo técnico actual
- Entrenador:  Michael O'Neill
- Asistente:  Jimmy Nicholl
- Técnico asistente:  Aaron Hughes
- Técnico asistente:  Diarmuid O'Carroll
- Entrenador de porteros:  David Rouse
- Médico:  David White
- Fisioterapeuta:  Caroline Woods
- Fisioterapeuta:  Darren McMaster
- Fisioterapeuta:  Neil McCullough
- Ciencias dek Deporte:  Ricky McCann
- Analista:  Matthew Crawford
- Gerente de Equipo:  Raymond Millar
- Asistente de equipo:  Stevie Ferguson
- Asistente de equipo:  Colin McGiffert